# Дионисов култ
Дионисов култ као и Дионисијевске мистерије, био је верски култ и један од облика дионизија, свечаности у част бога Диониса, бога вина и виноградарства.
У старој Грчкој, дионизије су биле веселе и разуздане забаве, које су Римљани преузели и претворили у тајанствени верски култ, будући да је Дионис био и бог тајанствених верских свечаности.
Први записи о култу се појављују у 14. веку п. н. е. у Старој Грчкој. Римљани су култ преузели у 5. веку п. н. е., но 186. године п. н. е. постаје забрањен, чиме постаје још популарнији, посебно међу патрицијским слојем. Спада у култове транса: изазивање транса покретима и плесом био је саставни део славља.
Обреди увођења (иницијације) нових чланова у култ, приказани су на зидним сликама у Вили мистерија у Помпеји.